# Xã Hurricane, Quận Greene, Arkansas
Xã Hurricane (tiếng Anh: Hurricane Township) là một xã thuộc quận Greene, tiểu bang Arkansas, Hoa Kỳ. Năm 2010, dân số của xã này là 1.685 người.